# Enrique Reig y Casanova
Enrique Reig y Casanova (Valência, 20 de janeiro de 1859 - Toledo, 25 de agosto de 1927) foi um cardeal da Igreja Católica e um arcebispo de Toledo e primaz da Espanha.

## Biografia
Enrique Reig nasceu em Valência, Espanha, e foi educado no seminário diocesano de Valência e, ao mesmo tempo, estudou Direito. Ele deixou o seminário para se casar e trabalhou como advogado em Valência. Quando sua esposa morreu em 1885, ele retornou ao seminário.
Ele foi ordenado em 1886 em Valência. Trabalhou na Diocese de Almeria de 1886 até 1901, fazendo trabalho pastoral e como membro do corpo docente de seu seminário, além de servir como seu chanceler e vigário geral. Em 1901, ele foi transferido para a Arquidiocese de Toledo, onde serviu até 1914 como arquidiácono e cânone do capítulo da catedral e do vigário geral. Ele foi criado Protonotário apostólico em 22 de março de 1903. Ele foi um auditor da Rota Sagrada de Madri em 1904 e foi reitor da Universidade de Madrid.
Foi nomeado bispo de Barcelona em 28 de março de 1914, quando Barcelona ainda não era arquidiocese. Ele foi nomeado Arcebispo de Valência em 22 de abril de 1920 e transferido para a Sé de Toledo em 14 de dezembro de 1922 e, ao mesmo tempo, foi nomeado cardeal. Como arcebispo de Toledo, ele também detinha o título de primaz da Espanha.
O papa Pio XI fez dele cardeal-sacerdote de São Pedro em Montorio no consistório de 11 de dezembro de 1922. Para fazê-lo, Pio ignorou a regra estabelecida em 1585 pelo Papa Sisto V de que ninguém que tivesse sido casado poderia ser cardeal.
Fez parte do Senado da Espanha em três períodos: Senador pela Arquidiocese de Tarragona (1916, 1917); Senador pela Arquidiocese de Valência (1921-1922); e Senador por direito próprio (1922, 1923).
Ele morreu em 25 de agosto de 1927. Está sepultado na Capela do Sagrário, na Catedral de Toledo.